# 吉慶圍

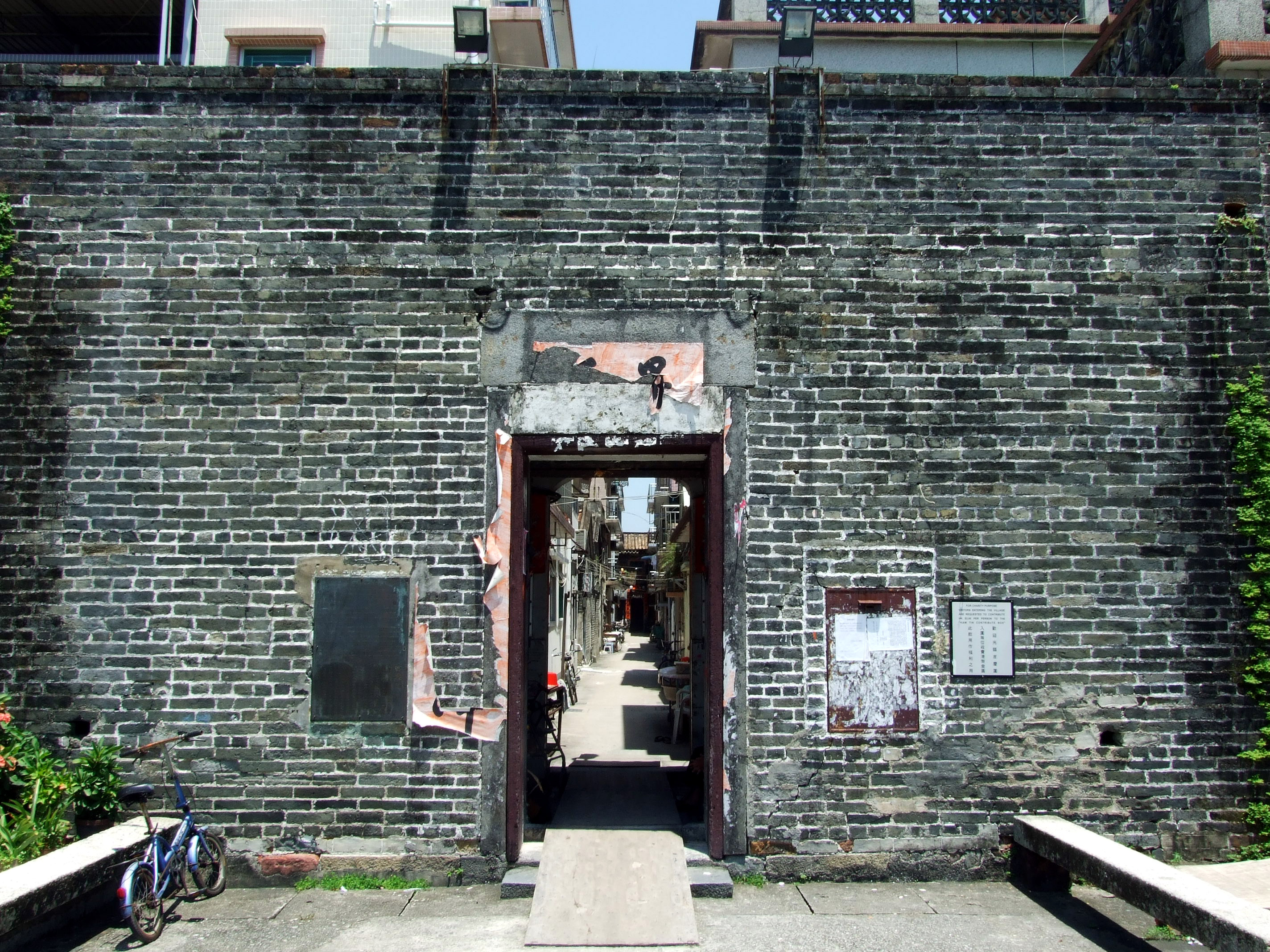
吉慶圍圍門

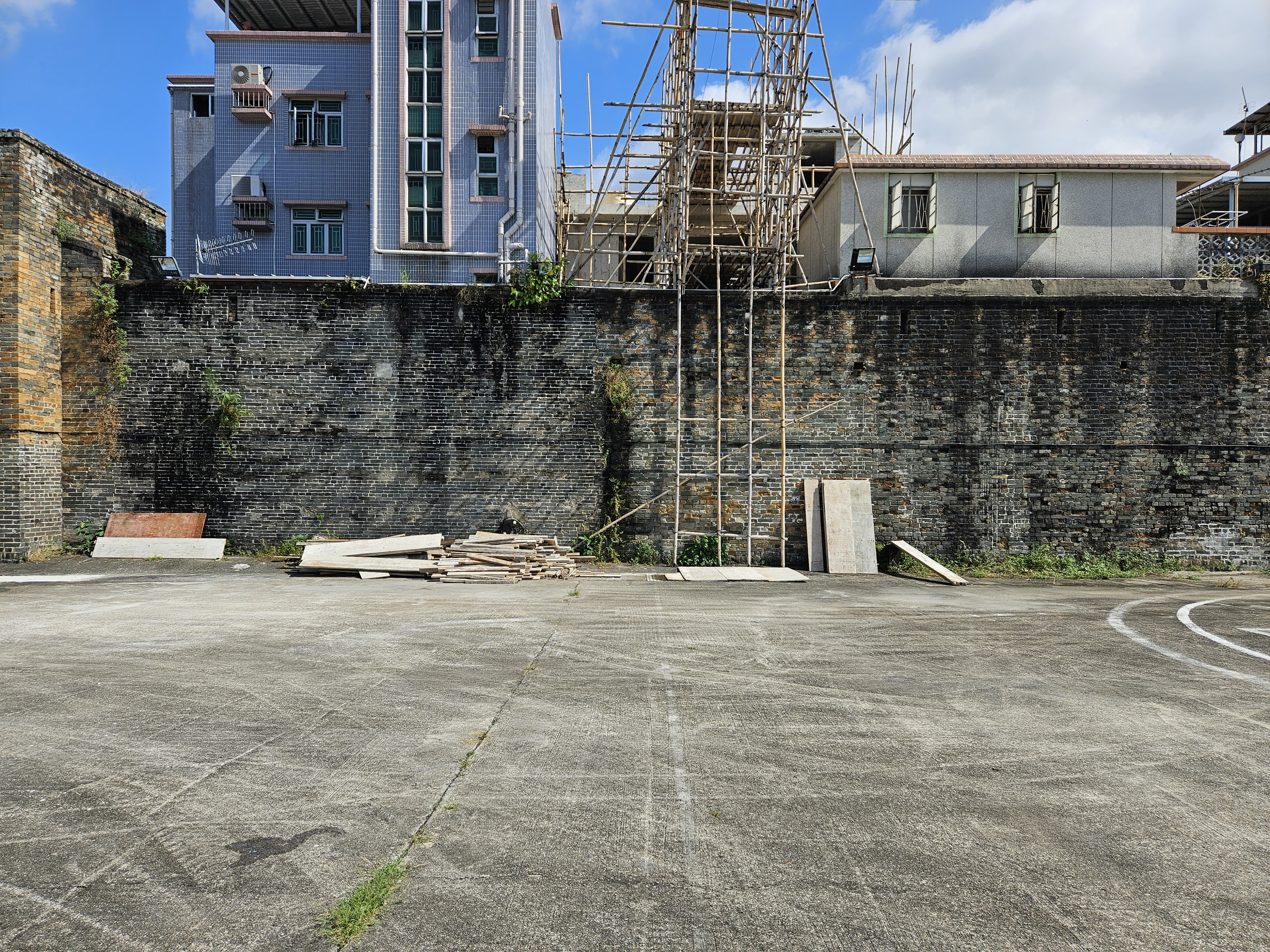
吉慶圍圍牆

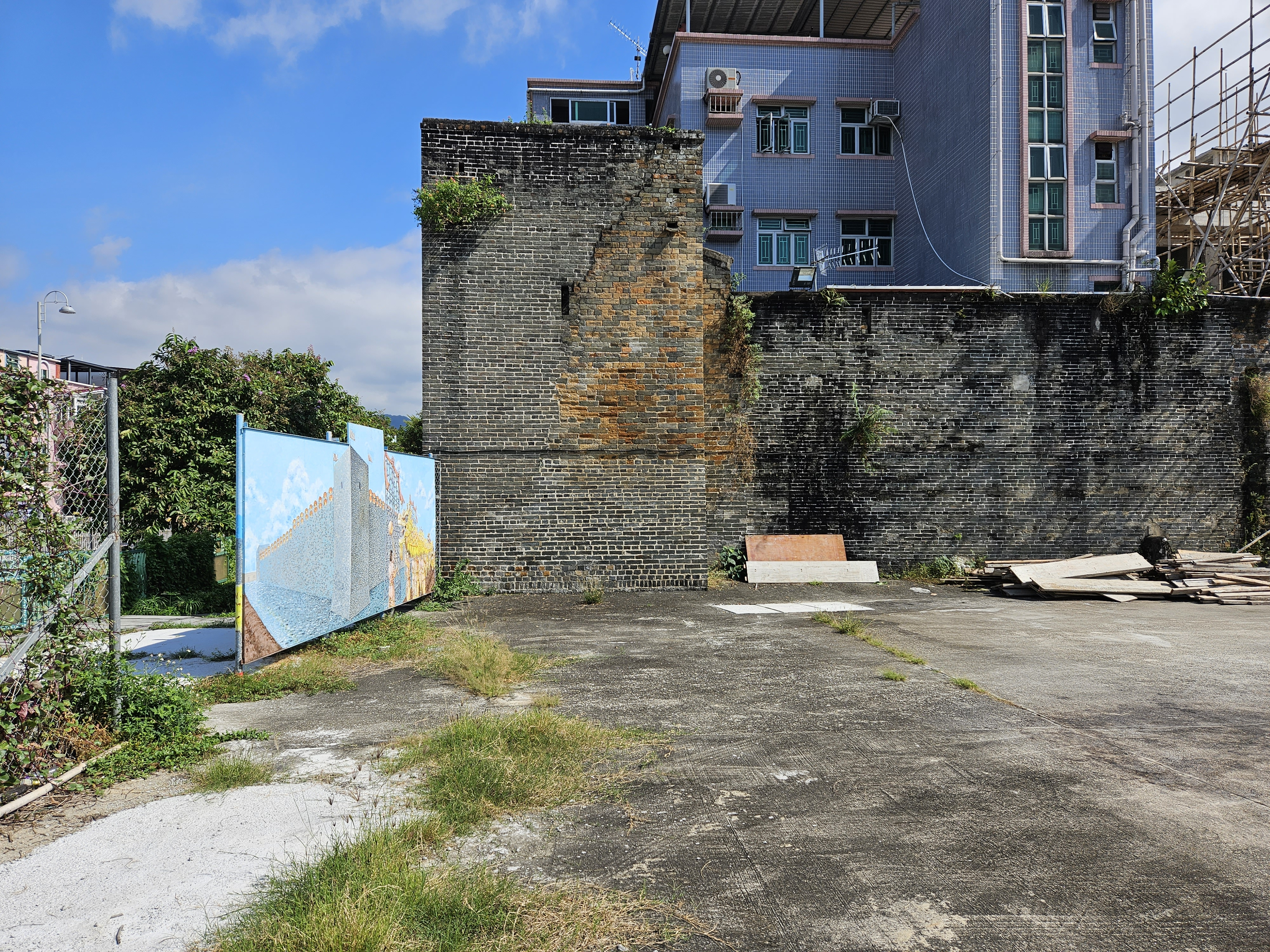
吉慶圍更樓

吉慶圍是香港一個著名的圍村，位於元朗區元朗錦田公路側，與永隆圍、泰康圍、南圍、北圍和泥圍合稱「錦田六圍」。

## 歷史

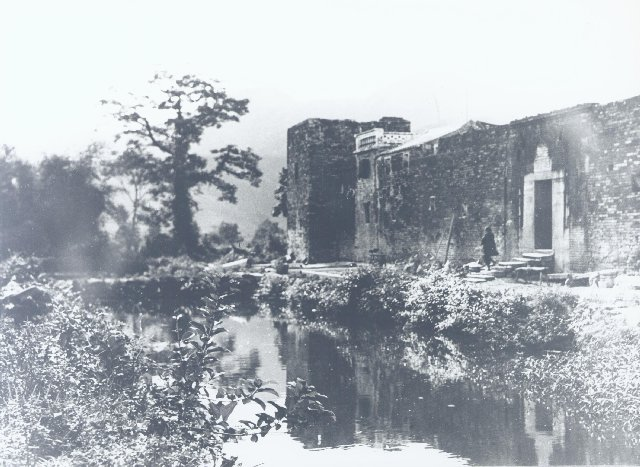
1920年代的吉慶圍

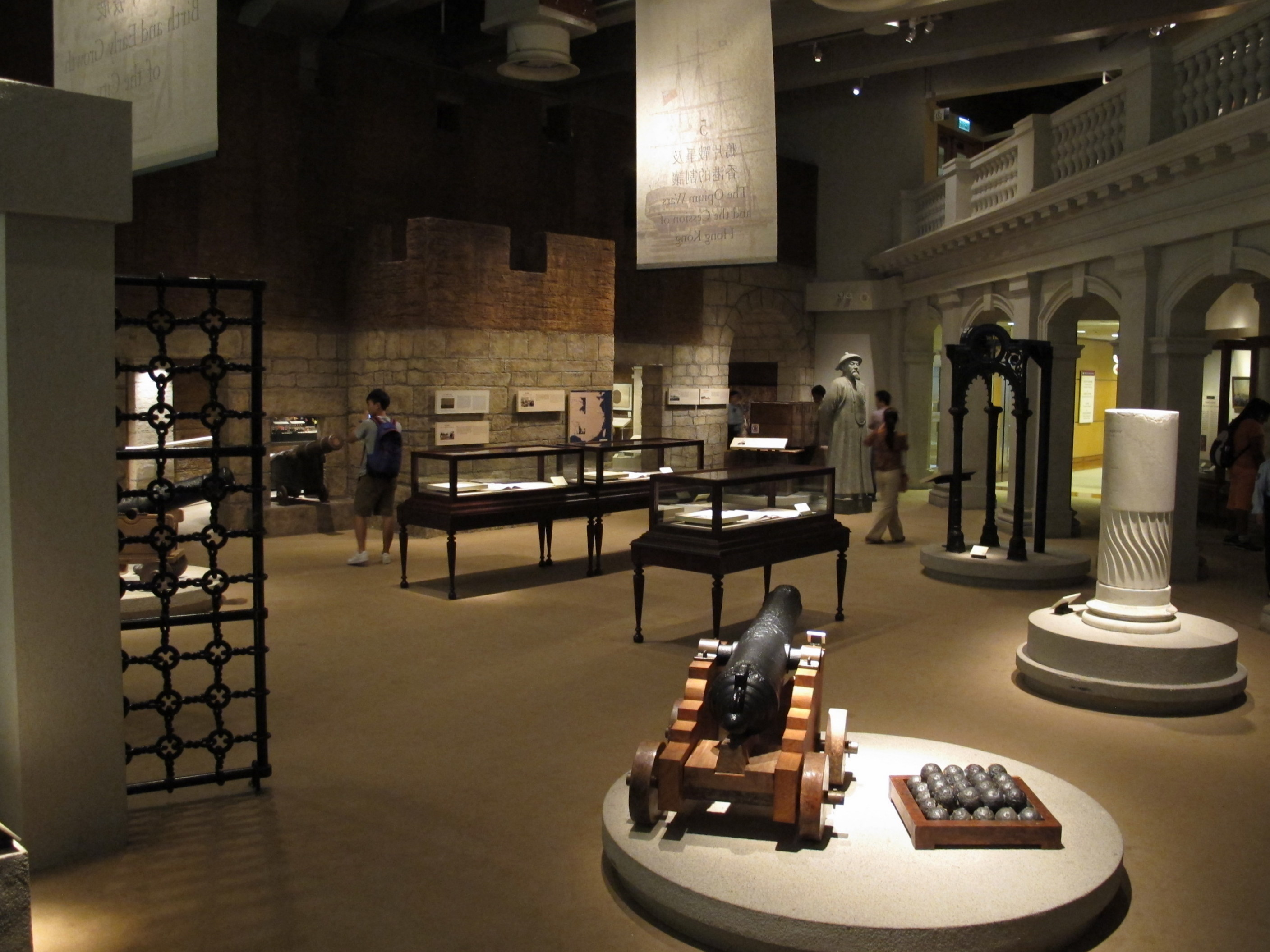
香港歷史博物館《香港故事》的鐵閘（圖左）為吉慶圍之複製品

鄧氏遠祖鄧符協早於北宋時來此定居，後來族人鄧伯經與另外兩人於明朝成化年間（1465年至1487年）建築圍村居住，至今已逾500年歷史。這裏住有400個鄧氏後人。
初無圍牆，及至清朝康熙初年，由於地處瀕海，為防寇盜，鄧珠彥和鄧直見才加建圍牆。

### 鐵門事件與新界六日戰
吉慶圍以「鐵門事件」著名。1898年，英國強迫清廷簽定《展拓香港界址專條》，後於1899年4月接管新界。1898年10月，錦田居民發起籌募，反抗英國人干涉本地人的土地業權，隨後英軍砲轟吉慶圍的圍牆，鄉村耆老交出圍村的鐵環門表示歸順，該鐵門被港督卜力〔Henry Blake 〕運回愛爾蘭的老家，一直保存到1925年。
1899年4月，居民不甘做英國的屬民，以吉慶圍為據點，與接管新界的英軍展開新界六日戰，最後關閉鐵門，以圍牆、護河抵抗。英軍屢攻不下，最後以大砲攻擊，攻入圍，居民多有死傷，現時逢吉鄉妙覺園裡的「英雄祠」，就是埋葬當年被殺害的無名英雄。英軍佔領吉慶圍後，拘捕反抗的居民。
吉慶圍居民對失去祖傳鐵門耿耿於懷，屢屢要求索還不果。及至1924年，族人鄧伯裘再重提舊事，要求交還鐵門。1925年5月26日下午4時30分，香港總督司徒拔親臨主禮，舉行交還鐵門儀式，並立碑誌其事。

## 建築

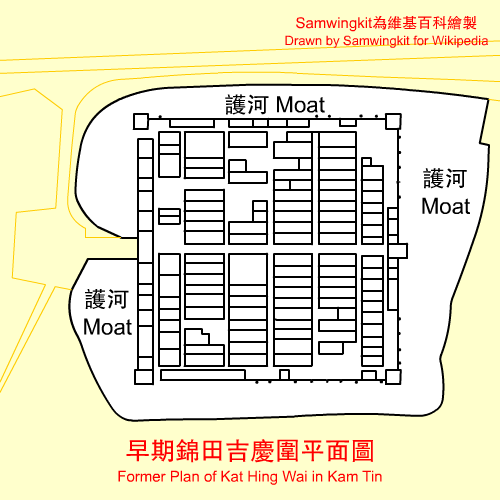
早期錦田吉慶圍的平面圖

吉慶圍呈長方形，佔地45畝（長約100公尺，寬約90公尺），設計整齊、採用中軸對稱佈局，是典型的圍村建築。青磚圍牆高6公尺，牆基用石築砌而成，壁上有砲口，圍牆四角，均築有更樓，圍內有住屋及小里巷，正中為一條由正門伸延至村尾神廳的大街。圍外原有一道10多公尺寬的護河圍繞，後來出入口一面被填平，現時只餘面向錦田公路一段保留了數米寬的河面，其餘兩面為露天明渠。吉慶圍只有一個出入口，設連環鐵閘，門口外有一塊記載鄧氏歷史的銅牌。
圍村內設有一座小廟，供奉15位神祇。
時至今日，吉慶圍仍被18英尺厚的城牆包圍，但隨著城市發展，已大為失色。圍牆內的舊屋大多改建成現代樓房，少數比圍牆更高，甚至伸出至圍牆以外。
基於獨特的建築特色及歷史地位，吉慶圍神廳、圍門、四面的炮樓及圍牆已被古物古蹟辦事處列為一級歷史建築。

## 外部連結
- （繁體中文） 漫遊香港古蹟：吉慶圍